# Прививка установок
Прививка установок (англ. Attitudes Inoculation) — это теория в психологии, предполагающая, что существуют методы, с помощью которых возможно усилить уверенность человека в собственных установках и помочь сохранять позицию при нежелательном воздействии извне. Данный приём может использоваться как стратегия защиты установок от прямых атак или постоянного давления на них. Теория лежит в основе многочисленных исследований в области социальной психологии, коммуникации, политических наук, маркетинга.

## Объяснение
Теория прививки установок берёт свое начало в экспериментах американского социального психолога Уильяма Макгуайра, который первый озадачился вопросом, возможно ли делать «прививки против убеждения» подобно прививкам против вирусных заболеваний. Действительно, механизм теории прививки установки схож с медицинским процессом вакцинации с одним только отличием, что вместо дозы антигенного материала выступают дозы информации, противоречащей представлениям человека.
Согласно теории, предварительный ввод в информационное поле человека информации, содержащей незначительную угрозу его убеждениям, помогает выработке «иммунитета» к подобным сообщениям и позволяет в будущем успешнее отстаивать свои позицию при более серьёзной атаке на неё. Это означает,  что при восприятии сообщений подобного типа человек становится менее подвержен их критическому содержанию, одновременно с чем крепнет его уверенность в своей позиции.
Информация, составляющая «вакцину», не должна быть агрессивной и уничтожающей — напротив, «доза» должна звучать убедительно и заставить человека задуматься, почему он придерживается именно этой позиции. Незначительные аргументы против установки способствуют выработке системы защитных контраргументов, которые в будущем послужат доказательной базой при обосновании своего мнения в дискуссии.

## Развитие теории
Чтобы доказать эффективность своей теории, Макгуайр провел серию экспериментов на общепринятых утверждениях, существующих в обществе. Первый эксперимент определял, как под действием контраргументов может меняться отношение людей к постулату о том, что надо чистить зубы после каждого приема пищи. Макгуайр представил фокус группе информацию из авторитетных источников (зубных врачей), согласно которой частая чистка вредит здоровью зубов, и обнаружил, что данное сообщение имело большое влияние на их позицию. Однако те из них, кто предварительно получил «прививку», оказались более уверены в своем исходном мнении и успешнее сопротивлялись атаке.
Дальнейшие исследования проводились в  более неоднозначных и спорных областях, таких как политика (Compton & Ivanov, 2013), здравоохранение (Compton, Jackson, & Dimmock, 2015), маркетинг, проблема изменения климата.

## Исследования

### Дети против курения
В 1980 году американским психологом Альфредом Макалистером был проведён эксперимент, направленный против распространения курения сигарет среди учащихся седьмого и восьмого класса школы. В ходе эксперимента школьникам приводили аргументационную базу против призывов к курению, которую они должны были использовать для ответа на рекламные слоганы и предложения закурить. Итоги эксперимента показали, что среди учеников, прошедших «вакцинацию», склонных к курению оказалось в два раза меньше, чем среди учеников этих же классов другой школы.
Теория показала свою эффективность в борьбе с социальным влиянием и широко используется в образовательных учреждениях.

### Дети против влияния рекламы
Еще один ряд экспериментов был проведён под эгидой ограничения влияния рекламных сообщений на детей, поскольку, согласно исследованиям, именно дети до восьми лет в наибольшей степени подвержены их влиянию и не всегда могут отличить рекламу от самой телепередачи.
В 1980 году группа учёных под руководством психолога Нормы Фешбах провела эксперимент, в рамках которого специалисты вместе с детьми смотрели и анализировали рекламные ролики, после чего дети получали рекламируемый продукт и делали с ним то, что было показано в рекламе. В результате эксперимента дети стали более критично относиться к рекламе, следовательно, уменьшилось её влияние на их сознание.

### Глобальное потепление
В 2017 году группа учёных из Кембриджа, Йельского университета и Университета Джорджа Мейсона провели исследование, сравнивающее реакцию людей на достоверный факт и на популярное заблуждение в рамках изменения климата. При последовательном изложении, люди согласились с заблуждением и не придали значения факту. Затем учёные добавили небольшую дозу дезинформации к факту изменения климата, кратко познакомив людей с тактикой искажения, используемой некоторыми группами: эта "прививка" помогла сдвинуть мнения ближе к истине, несмотря на то, что люди всё еще верили в заблуждение.
Чтобы найти самую убедительную ложь об изменении климата, которая в настоящее время влияет на общественное мнение, Ван дер Линден и коллеги протестировали популярные мнения из интернета по национальной репрезентативной выборке граждан США, причем каждое из мнений было оценено по двум параметрам: насколько оно знакомо и убедительно.
"Неудобно думать, что дезинформация так сильна в нашем обществе", — говорит ван дер Линден. "У многих людей отношение к изменению климата не очень твердое. Они знают, что идет дискуссия, но не знают, во что верить. Противоречивые сообщения могут обернуть все попытки доказать правду вспять."
Наряду с фактом консенсуса, две группы в исследовании были случайным образом предоставлены "вакцины":
- Общая, состоящая из предупреждения о том, что "некоторые политически мотивированные группы используют вводящую в заблуждение тактику, чтобы попытаться убедить общественность в том, что среди ученых много разногласий".
- Детальная, в которой говорится о том, что некоторые из подписавших петицию штата Орегон о глобальном потеплении, являются мошенническими, и менее 1% подписавших имеют опыт в области климатологии.

Общая прививка дала средний сдвиг мнения на 6,5% в сторону принятия факта, несмотря на подверженность поддельным новостям. Когда подробная прививка была добавлена к общей, учёные получили сдвиг на 13%. В результате эксперимента исследователи констатировали, что не обнаружили эффекта ответного огня для сообщений о прививках среди групп, предрасположенных отвергать науку о климате: они изменили свою изначальную позицию.

## Польза теории в современном мире
Социальные психологи из США уверены, что подобный подход вакцинации может быть применен для защиты общественности от недостоверной информации, в том числе от влияния fake news. Небывалое ранее распространение некорректной информации мешает публике выработать обоснованную позицию по важным социальным вопросам, такими как здравоохранение, изменение климата, национальная безопасность. Проверка фактов после получения некорректной информации может быть неэффективной мерой, поскольку благодаря структуре медиа fake news быстро распространяются и часто повторяются, как вирус. Поэтому для учёных важно найти решение, с помощью которого доказанные факты будут достигать аудитории быстрее, чем её сможет достигнуть и убедить в своей правоте недостоверная информация.